# Гебріел Лабелль
Гебріел Лабелль (англ. Gabriel LaBelle; 20 вересня 2002, Ванкувер, Британська Колумбія, Канада) — канадський та американський актор, син актора Роба Лабелля. Відомий насамперед завдяки головній ролі у фільмі Стівена Спілберга "Фабельмани" (2022).

## Біографія
Гебріел Лабелль народився 2002 року у Ванкувері в сім'ї актора Роба Лабелля. Він почав цікавитися акторською майстерністю у віці восьми років у літньому таборі, де грав у музичних виставах. 2013 року дебютував на телебаченні, в канадському серіалі «Мотив», продюсером якого був його батько. 2017 року знявся в інді-фільмі жахів «Мертва халупа», 2018 — у фільмі «Хижачок». В 2020 вирішив повністю присвятити себе акторській кар'єрі і вступив на драматичну програму Університету Конкордії, але змушений був відвідувати заняття віртуально через пандемію. Пізніше він отримав роль у серіалі "Новий вишневий смак". У фільмі Стівена Спілберга "Фабельмани " (2022) Лабелль зіграв головну роль, причому його персонаж заснований на дитячих враженнях самого режисера.

## Фільмографія

### Фільми
| Рік  |   | Українська назва | Оригінальна назва       | Роль            |
| ---- | - | ---------------- | ----------------------- | --------------- |
| 2017 | ф |                  | Max 2: White House Hero | Альфред         |
| 2017 | ф |                  | Dead Shack              | Колін           |
| 2018 | ф | Хижак            | The Predator            | І Джей          |
| 2022 | ф | Фабельмани       | The Fabelmans           | Семмі Фабельман |
| 2024 | ф |                  | Snack Shack             | Мус             |
| 2024 | ф | Суботній вечір   | Saturday Night          | Лорн Майклс     |

### Серіали
| Рік  |   | Українська назва     | Оригінальна назва       | Роль                                         |
| ---- | - | -------------------- | ----------------------- | -------------------------------------------- |
| 2013 | с | Мотив                | Motive                  | Чед Чейз (Епізод: "Detour")                  |
| 2015 | с | Я — зомбі            | iZombie                 | Чарлі (Епізод: "Love & Basketball")          |
| 2021 | с | Новий смак вишні     | Brand New Cherry Flavor | Тім Нейтанс (Епізод: "Jennifer")             |
| 2022 | с | Американський жиголо | American Gigolo         | Джонні Стреттон, Колін Стреттон (8 епізодів) |